# Glen Gulutzan
Glen Vincent Gulutzan, född 12 augusti 1971, är en kanadensisk ishockeytränare och före detta professionell ishockeyforward som tränar Dallas Stars i National Hockey League (NHL) sedan den 1 juli 2025.

## Spelare
Gulutzan spelade för Utah Grizzlies och Las Vegas Thunder i International Hockey League (IHL); Tranås AIF Hockey och IK Vita Hästen i Division I; Vasa Sport i I-Divisioona samt Moose Jaw Warriors, Brandon Wheat Kings och Saskatoon Blades i Western Hockey League (WHL).
Han blev aldrig NHL-draftad.

### Statistik
| 1986–1987         | Moose Jaw Warriors   | WHL               | 1   | 1   | 0   | 1   | 0   | —  | —  | —  | —  | —  |
| 1987–1988         | Moose Jaw Warriors   | WHL               | 6   | 1   | 0   | 1   | 2   | —  | —  | —  | —  | —  |
| 1988–1989         | Yorkton Terriers     | SJHL              | 63  | 22  | 54  | 76  | 83  | —  | —  | —  | —  | —  |
| 1989–1990         | Brandon Wheat Kings  | WHL               | 36  | 6   | 19  | 25  | 24  | —  | —  | —  | —  | —  |
| 1990–1991         | Brandon Wheat Kings  | WHL               | 72  | 24  | 50  | 74  | 21  | —  | —  | —  | —  | —  |
| 1991–1992         | Saskatoon Blades     | WHL               | 71  | 19  | 54  | 73  | 49  | —  | —  | —  | —  | —  |
| 1992–1993         | Saskatchewan Huskies | CIAU              | 28  | 8   | 28  | 36  | 18  | —  | —  | —  | —  | —  |
| 1993–1994         | Saskatchewan Huskies | CIAU              | 27  | 16  | 12  | 28  | 12  | —  | —  | —  | —  | —  |
| 1994–1995         | Tranås AIF Hockey    | Division I        | 32  | 4   | 15  | 19  | 58  | —  | —  | —  | —  | —  |
| 1995–1996         | IK Vita Hästen       | Division I        | 29  | 7   | 4   | 11  | 28  | —  | —  | —  | —  | —  |
| 1996–1997         | Fresno Falcons       | WCHL              | 60  | 30  | 80  | 110 | 52  | 5  | 0  | 9  | 9  | 8  |
|                   | Utah Grizzlies       | IHL               | 3   | 0   | 0   | 0   | 2   | —  | —  | —  | —  | —  |
|                   | Las Vegas Thunder    | IHL               | 1   | 0   | 0   | 0   | 0   | —  | —  | —  | —  | —  |
| 1997–1998         | Vasa Sport           | I-divisioona      | 35  | 5   | 19  | 24  | 42  | —  | —  | —  | —  | —  |
| 1998–1999         | Tranås AIF Hockey    | Division I        | 8   | 4   | 5   | 9   | 8   | 3  | 2  | 1  | 3  | 4  |
|                   | Fresno Falcons       | WCHL              | 50  | 32  | 34  | 66  | 50  | 7  | 4  | 3  | 7  | 4  |
| 1999–2000         | Fresno Falcons       | WCHL              | 70  | 22  | 60  | 82  | 29  | 5  | 1  | 2  | 3  | 6  |
| 2000–2001         | Fresno Falcons       | WCHL              | 63  | 18  | 48  | 66  | 40  | 5  | 1  | 0  | 1  | 6  |
| 2001–2002         | Fresno Falcons       | WCHL              | 53  | 25  | 22  | 47  | 49  | —  | —  | —  | —  | —  |
| 2002–2003         | Fresno Falcons       | WCHL              | 52  | 13  | 41  | 54  | 73  | 13 | 5  | 10 | 15 | 10 |
| Division I totalt | Division I totalt    | Division I totalt | 69  | 15  | 24  | 39  | 94  | 3  | 2  | 1  | 3  | 4  |
| WHL totalt        | WHL totalt           | WHL totalt        | 348 | 140 | 285 | 425 | 293 | 35 | 11 | 24 | 35 | 34 |

## Tränare
Gulutzan har arbetat bland annat för Las Vegas Wranglers (general manager och tränare); Texas Stars (tränare); Vancouver Canucks (assisterande tränare); Calgary Flames (tränare) samt Edmonton Oilers (assisterande tränare). Den 1 juli 2025 blev han utnämnd till att vara ny tränare för Dallas Stars.

### Statistik
Källa: 
| Lag            | Säsong    | Grundserie | Grundserie | Grundserie | Grundserie         | Grundserie | Grundserie    | Slutspel                   |  |
| Lag            | Säsong    | Matcher    | Vinster    | Förluster  | Övertids förluster | Poäng      | Placering     | Resultat                   |  |
| -------------- | --------- | ---------- | ---------- | ---------- | ------------------ | ---------- | ------------- | -------------------------- |  |
| Dallas Stars   | 2011–2012 | 82         | 42         | 35         | 5                  | 89         | 4:a i Central | Missade slutspel.          |  |
| Dallas Stars   | 2012–2013 | 48         | 22         | 22         | 4                  | 48         | 5:a i Central | Missade slutspel.          |  |
| Calgary Flames | 2016–2017 | 82         | 45         | 33         | 4                  | 94         | 4:a i Pacific | Missade slutspel.          |  |
| Calgary Flames | 2017–2018 | 82         | 37         | 35         | 10                 | 84         | 5:a i Pacific | Förlorade i första rundan. |  |
| Dallas Stars   | 2025–2026 |            |            |            |                    |            | ?:a i Central | Säsong pågår.              |  |
| Totalt         | Totalt    | 294        | 146        | 125        | 23                 | 315        |               |                            |  |